# Солин, Виталий Александрович
Виталий Александрович Солин (род. 22 сентября 1974) — советский и российский хоккеист, защитник.

## Биография
Воспитанник череповецкого хоккея (ДЮСШ-3, «Металлург»). Выступал за команды «Металлург»/«Северсталь» (1991/92 — 1994/95, 1995/96), «Металлург-2»/«Северсталь-2» (1992/93 — 1994/95, 1995/96), «Технолог» (Ухта, 1994/95), «КомиТЭК» (Нижний Одес, 1995/96), «Воронеж», «Воронеж-2» и «Авангард» Тамбов (все — 1996/97).
В МХЛ провёл четыре сезона, сыграл 70 матчей.